# Hermann Haslinger
Hermann Haslinger (* 16. September 1952) ist ein österreichischer Autor, Maler und Grafiker. Seine Werke veröffentlicht er seit 1995 unter dem Namen Hermann Haslin.

## Leben und Wirken
Der in Linz lebende Autor studierte Malerei und Grafik und produziert vorwiegend cartoonistische und literarische Arbeiten, die in österreichischen und deutschen Zeitungen und Zeitschriften sowie Anthologien veröffentlicht werden.
Seit 1988 ist er Mitglied der IG Autorinnen Autoren, seit 1993 bei Literar-Mechana und bei der Literarischen Verwertungsgesellschaft Wien.

## Werke
- Juvenile Obsessionen (1970)
- Lesung aus eigenen Werken in Linz-St. Magdalena (1972)
- Embrior, Hörspiel/Drehbuch, Linz (1975)
- Diverse Publikationen in den Facetten, Literarisches Jahrbuch der Stadt Linz, Linz (1975, 1992, 1996)
- Christl Müllers Kätzchen, Kinder und Jugendliteratur, Basel (1978), ISBN 3-507-95096-0
- Resümee über ein Resümee, Ein Arbeitsbericht, in: MacMaus Magazin, Linz (1988)
- Alles Versexen, Illustrierter Artikel, in: MacMaus Magazin, Linz (1990)
- Buchpräsentation inklusive Mini-Ausstellung im Siemens-Forum Linz mit dem cartoonistisch illustrierten Beitrag Linz im Griff, Wien (1993)
- 1978 ... 1987, Textauszug, in: Meridiane, Weitra (1995)
- Peter der Maler, Märchen, Linz (1997)
- Publikationen im Rahmen der Frankfurter Bibliothek Jahrbuch für das neue Gedicht (2000 bis 2004)
- Übersetzungen von Christl Müllers Kätzchen u. a. in Niederländische, Französische, Englische

## Ausstellungen
- Tür an Tür, Atelier der Wirtschaft OÖ., Nordico, Stadtmuseum Linz, 2008

## Auszeichnungen
- 2. Preis der Dr. Ernst-Koref-Stiftung für den Bereich Kurzdramatik für das Hörspiel Embrior (1975)